# Seosan
Seosan (en coreano:서산시, romanización revisada: seosansi, léase: Sósan) es una ciudad de la provincia de Chungcheong del Sur al centro-este de la república de Corea del Sur. Está ubicada al sur de Seúl a unos 100 km y a 50 km al sureste de Daejeon cerca de la costa del mar Amarillo. Su área es de 740.48 km² y su población total es de 161 238 (2010).
Por la ciudad pasa la línea Janghang (장항선) que conecta a Seúl con el centro este del país.

## Administración
La ciudad de Seosan se divide en 5 distritos (dong),9 municipios (myeon) y 1 villa (eup).

## Clima
| Parámetros climáticos promedio de Seosan (1981−2010) | Parámetros climáticos promedio de Seosan (1981−2010) | Parámetros climáticos promedio de Seosan (1981−2010) | Parámetros climáticos promedio de Seosan (1981−2010) | Parámetros climáticos promedio de Seosan (1981−2010) | Parámetros climáticos promedio de Seosan (1981−2010) | Parámetros climáticos promedio de Seosan (1981−2010) | Parámetros climáticos promedio de Seosan (1981−2010) | Parámetros climáticos promedio de Seosan (1981−2010) | Parámetros climáticos promedio de Seosan (1981−2010) | Parámetros climáticos promedio de Seosan (1981−2010) | Parámetros climáticos promedio de Seosan (1981−2010) | Parámetros climáticos promedio de Seosan (1981−2010) | Parámetros climáticos promedio de Seosan (1981−2010) |
| Mes                                                  | Ene.                                                 | Feb.                                                 | Mar.                                                 | Abr.                                                 | May.                                                 | Jun.                                                 | Jul.                                                 | Ago.                                                 | Sep.                                                 | Oct.                                                 | Nov.                                                 | Dic.                                                 | Anual                                                |
| ---------------------------------------------------- | ---------------------------------------------------- | ---------------------------------------------------- | ---------------------------------------------------- | ---------------------------------------------------- | ---------------------------------------------------- | ---------------------------------------------------- | ---------------------------------------------------- | ---------------------------------------------------- | ---------------------------------------------------- | ---------------------------------------------------- | ---------------------------------------------------- | ---------------------------------------------------- | ---------------------------------------------------- |
| Temp. máx. media (°C)                                | 3.0                                                  | 5.3                                                  | 10.4                                                 | 17.3                                                 | 22.2                                                 | 26.2                                                 | 28.3                                                 | 29.6                                                 | 25.9                                                 | 20.4                                                 | 12.8                                                 | 5.9                                                  | 17.3                                                 |
| Temp. media (°C)                                     | −2.0                                                 | −0.2                                                 | 4.6                                                  | 10.9                                                 | 16.4                                                 | 21.1                                                 | 24.3                                                 | 25.1                                                 | 20.4                                                 | 14.0                                                 | 7.0                                                  | 0.9                                                  | 11.9                                                 |
| Temp. mín. media (°C)                                | −6.3                                                 | −4.9                                                 | −0.7                                                 | 5.0                                                  | 11.3                                                 | 16.7                                                 | 21.2                                                 | 21.5                                                 | 15.8                                                 | 8.5                                                  | 2.1                                                  | −3.5                                                 | 7.2                                                  |
| Precipitación total (mm)                             | 28.2                                                 | 26.6                                                 | 46.3                                                 | 70.2                                                 | 105.2                                                | 138.4                                                | 273.4                                                | 295.9                                                | 162.4                                                | 52.2                                                 | 56.5                                                 | 30.7                                                 | 1285.7                                               |
| Días de precipitaciones (≥ 0.1 mm)                   | 9.2                                                  | 7.0                                                  | 7.0                                                  | 7.5                                                  | 8.2                                                  | 9.4                                                  | 15.2                                                 | 13.7                                                 | 8.6                                                  | 6.7                                                  | 9.7                                                  | 11.4                                                 | 113.6                                                |
| Horas de sol                                         | 151.8                                                | 168.9                                                | 202.0                                                | 219.7                                                | 233.8                                                | 193.3                                                | 143.7                                                | 183.5                                                | 189.2                                                | 203.1                                                | 148.4                                                | 141.4                                                | 2178.8                                               |
| Humedad relativa (%)                                 | 71.4                                                 | 69.6                                                 | 68.5                                                 | 67.6                                                 | 71.9                                                 | 75.9                                                 | 83.4                                                 | 81.8                                                 | 78.5                                                 | 74.8                                                 | 73.4                                                 | 72.7                                                 | 74.1                                                 |
| Fuente: Korea Meteorological Administration          |                                                      |                                                      |                                                      |                                                      |                                                      |                                                      |                                                      |                                                      |                                                      |                                                      |                                                      |                                                      |                                                      |

## Ciudades hermanas
- Tenri, Japón
- Qinhuangdao, China